# Aglianico del Vulture (vitigno)
L'Aglianico del Vulture è un vitigno a bacca nera coltivato nella zona del Vulture, nel nord-ovest della Basilicata in provincia di Potenza.

## Storia
Il vitigno Aglianico venne portato in Italia dagli antichi greci. Infatti il suo nome deriva dal termine Hellenica che significa appunto proveniente dalla Grecia. Il suo nome attuale fu adottato durante la dominazione degli Aragonesi nel XV secolo.. L'Aglianico del Vulture è frutto di un'evoluzione intervarietale dovuta alla diversificazione dei territori in cui l'Aglianico è stato coltivato: i due vitigni, pur mantenendo la stessa identità genetica, hanno maturato una forte variabilità fenotipica tale da poterli considerare due varietà distinte..

## Zone di coltivazione
Il territorio di coltivazione è la zona del Vulture in provincia di Potenza, in prossimità del Monte Vulture che è un vulcano spento.

## Caratteristiche varietali
- Foglia: media, allungata, orbicolare o trilobata
- Grappolo: medio-piccolo e cilindrico
- Acino: medio-piccolo ed ellissoidale

## Attitudini enologiche
I vini prodotti con questo vitigno hanno un colore rubino molto intenso dai profumi fruttati che si evolvono in speziati se il vino è soggetto ad invecchiamento. Il terreno vulcanico conferisce inoltre importanti note minerali.

## Vini ricavati
- Solo in purezza (100% uve Aglianico del Vulture): Aglianico del Vulture Superiore e Aglianico del Vulture